# Koppelteken in woordgroepen
Een woordgroep is een combinatie van woorden die in een zin bijeenhoren, maar die niettemin elk een zelfstandig woord blijven. Een zeer elementaire zin kent geen woordgroepen:
- Rust roest

maar zodra we met iets uitgebreider zinnen te maken krijgen, treffen we woordgroepen aan:
- Het rode en het groene team vochten op leven en dood om de felbegeerde trofee.

Het zijn combinaties van woorden die op de ene of andere manier bij elkaar horen, en over de indeling ervan kan men van mening verschillen. Maar ze hebben dit gemeen: omdat ze groepen van woorden zijn, blijven het aparte woorden, die we los van elkaar schrijven.

## Woordgroep en samenstelling
Er bestaan bijzondere gevallen waarin een woordgroep een koppelteken krijgt; de woorden worden dus niet langer los geschreven. Een woordgroep is soms moeilijk te onderscheiden van een samenstelling; voor koppeltekens in samenstellingen zijn de regels echter anders dan voor koppeltekens in woordgroepen. Beide begrippen moeten daarom van elkaar worden onderscheiden.
- In een samenstelling vinden we meestal slechts één hoofdklemtoon; in een woordgroep zijn er meer klemtonen:

een bleekgezicht (samenstelling: "iemand met een bleek gezicht")
een bleek gezicht (woordgroep: "een gezicht dat bleek is").
- Als we de woorden verbuigen, bijvoorbeeld door ze in het meervoud te zetten, treedt bij een samenstelling slechts één verandering op; bij een woordgroep kunnen meer woorden veranderen:

een bleekgezicht – bleekgezichten
een bleek gezicht – bleke gezichten.
Zie voor het koppelteken in samenstellingen het betreffende artikel; hieronder wordt ingegaan op woordgroepen die (in bijzondere gevallen) tóch een koppelteken krijgen.

## Uitzonderingen: toch een koppelteken

### Woordgroep in samenstelling: klinkerbotsing
Taalbouwsels kunnen onbeperkt worden uitgebreid. Dat geldt bijvoorbeeld voor samenstellingen, die steeds verder worden uitgebouwd door toevoeging van weer een ander woord:
zegel – postzegel – postzegelalbum.
Maar ook een woordgroep kan in een samenstelling worden gevoegd:
de woordgroep ronde tafel vormt samen met het hoofdwoord conferentie de aaneengeschreven samenstelling rondetafelconferentie.
Daarbij kan klinkerbotsing ontstaan, en dan is een koppelteken nodig:
- Een jonge ezel heeft een vacht. In jonge ezel is geen koppelteken nodig; het is immers een woordgroep van twee losse woorden. Door de samenstelling met vacht worden die echter aaneengeschreven, de beide e's dreigen ineen te vloeien, en een koppelteken wordt noodzakelijk:

jonge-ezelsvacht
- De woordgroep eerste minister kan worden voorafgegaan door een voorvoegsel vice. Opnieuw ontstaat een samenstelling, die we aaneenschrijven. Maar ook hier dreigt klinkerbotsing tussen twee e's, hetgeen een koppelteken nodig maakt:

vice-eersteminister.

### Woordgroep in samenstelling: bijzondere notatie
Als een woordgroep op een bijzondere notatie eindigt, en vervolgens wordt samengesteld met een woord dat daar weer achter komt, staat die bijzondere notatie dus in het midden van de nieuwe samenstelling. In dat geval komt er vóór dat cijfer, die letter of dat symbool een spatie, eráchter komt een koppelteken:
- vitamine C-gebrek
- dubbel 8-film.

### Uitheemse woordgroep in samenstelling
De woordgroep die in een samenstelling wordt opgenomen, kan van vreemde oorsprong zijn, en nog steeds als uitheems worden ervaren (pro bono, in vitro). Zij worden in de samenstelling niet aaneengeschreven, maar krijgen een koppelteken:
- pro-bonoadvocaat
- in-vitrofertilisatie
- cum-laudebeoordeling.

### Engels
Als zo'n uitheemse woordgroep uit het Engels afkomstig is, komt er geen koppelteken, ook niet als de woordgroep in een samenstelling wordt opgenomen. Engelse woorden wijken hier af van andere uitheemse:
- intensive care geeft intensivecareverpleegkundige
- longstayafdeling[2]

De Woordenlijst schrijft uit het Engels ontleende samenstellingen aaneen, geeft samenkoppelingen een koppelteken, en schrijft woordgroepen met spaties. Het is echter niet altijd eenvoudig tussen die drie categorieën te onderscheiden, temeer daar een woord dat in het Engels een samenstelling is, dat in het Nederlands blijkbaar niet hoeft te zijn.
Ook wordt verwezen naar het gebruik in de Engelse taal zelf (dat echter niet altijd even eenduidig is).
Daarbij wordt nog gesproken van "gelegenheidsontleningen", met als resultaat een spellingsverschil tussen de twee woorden.
- designer baby en designerdrug[3]

Zulke combinaties kunnen het beste in de Woordenlijst Nederlandse Taal (het Groene Boekje) worden opgezocht, al zal die niet altijd uitsluitsel geven.